# Pilbarakraton

Locatie van Archeïsch en Proterozoïsch gesteente in Australië. De drie Archeïsche kratons (Pilbara, Yilgarn en Gawler) vormden een kern waaromheen drie continentale massa's aangroeiden: de Noord-, West- en Oost-Australische kratons. Deze drie kwamen bij elkaar tussen 2,0 en 1,0 miljard jaar geleden. Het oosten van Australië is jonger en later geaccretiseerd. Het Proterozoïsch gesteente ligt zowel in mobiele gordels (orogenen) als in (meta-)sedimentaire bekkens.

Het Pilbarakraton (Engels: Pilbara Craton) is een gebied in het westen van Australië waar zeer oud gesteente uit het Archeïcum aan het oppervlak ligt. Er zijn drie zulke kratons in Australië; de andere twee zijn het Yilgarnkraton en het Gawlerkraton. Het Pilbarakraton ligt ten zuiden van de kust van de Indische Oceaan bij Port Hedland en is ongeveer 500 km breed van noord naar zuid, en 700 km lang van oost naar west. De oudste gesteenten in het kraton zijn ongeveer 3500 miljoen jaar oud. Door accretie groeide het kraton tot het ongeveer 2850 miljoen jaar geleden zijn huidige omvang bereikte.

## Geologie

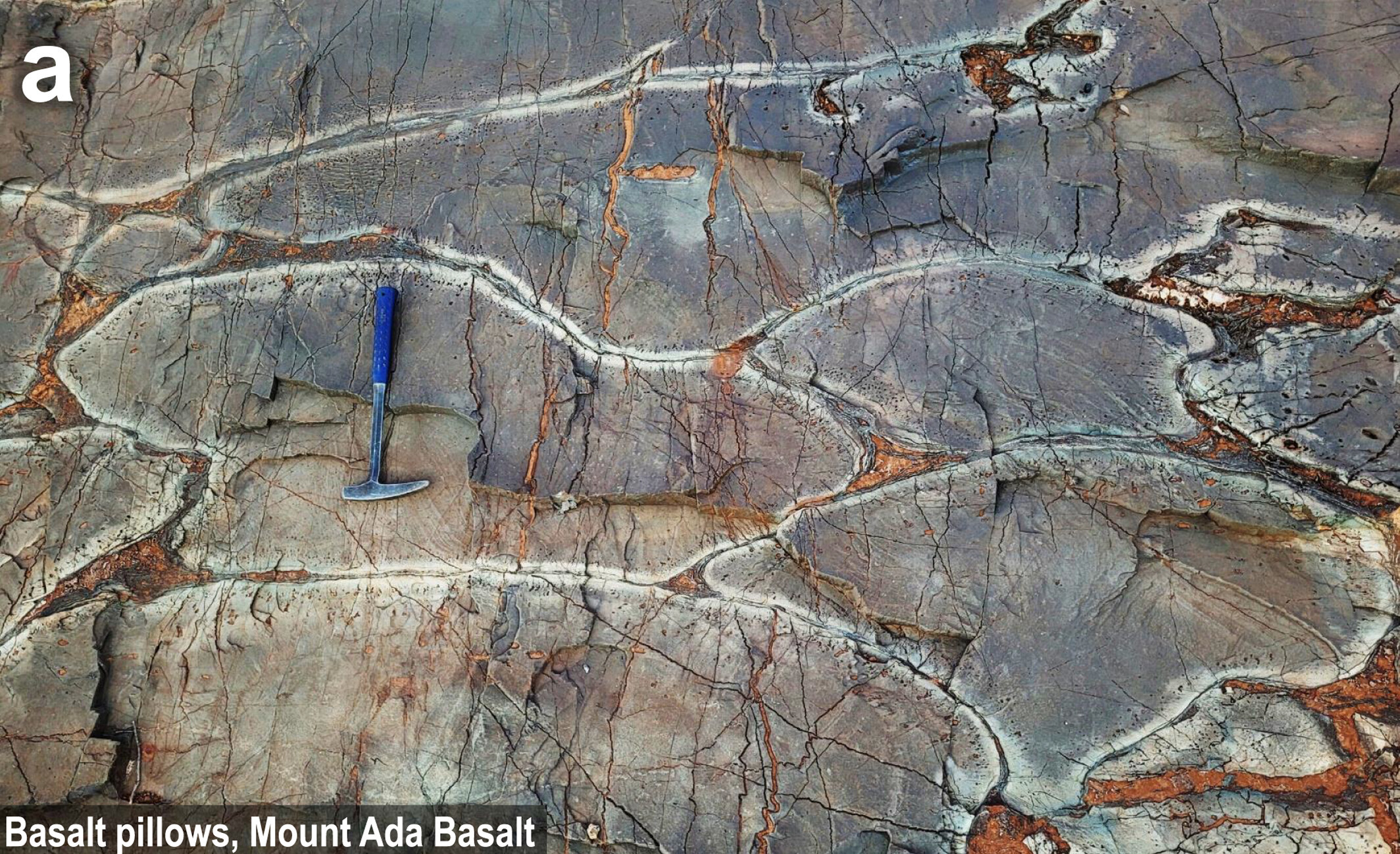
Kussenlava in de Mount Ada Basalt (onderdeel van de Panoramagroensteengordel) in het oostelijk deel van het Pilbarakraton. Deze basalteenheid is ongeveer 3460 miljoen jaar oud.

De kern van het Pilbarakraton bestaat uit intens gedeformeerde groensteen-granietgordels met een ouderdom tussen 3,53 en 2,83 miljard jaar. Dit is een van slechts twee gebieden ter wereld waar relatief laag-gradig metamorfe gesteenten van deze ouderdom (Paleoarcheïcum) aan het oppervlak liggen - het andere gebied is het Kaapvaalkraton in het zuiden van Afrika.
Het oudste deel van het kraton is het East Pilbara-terrein in het noordoosten. De groenstenen van dit terrein (Pilbara Supergroup) liggen rondom domestructuren van granitisch gesteente. Deze granitische gesteenten worden op samenstelling voornamelijk geklassificeerd als tonaliet-trondhjemiet-granodioriet (TTG, typisch voor het Archeïcum). Ze werden gelijktijdig met de (vulkanische) groensteen gevormd in vijf discrete opeenvolgingen, tussen 3,5 en 3,2 miljard jaar geleden. De terreinen in het noordwesten van het kraton zijn iets minder oud - tussen 3,27-3,11 miljard jaar. Naar het zuiden toe neemt de ouderdom van het gesteente af.
De terreinen met groenstenen en granieten worden in het noordwesten discordant afgedekt door klastische sedimenten van de De Grey Supergroup. Deze sedimenten zijn rond de 3,02 en 2,93 miljard jaar geleden gevormd. Ze ontstonden tijdens een fase van extensie. Tijdens dezelfde fase intrudeerde een jongere generatie granietlichamen.
In het zuiden worden de oudere delen van het kraton bedekt door de Mount Bruce Supergroup van het Hammersley Basin. Dit zijn gemetamorfoseerde sedimenten en vulkanieten met een ouderdom tussen de 2,78 en 2,45 miljard jaar.

## Tektonische geschiedenis

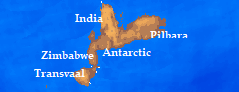
Kaart van Vaalbara (hypothese)

Mogelijk zou het Pilbarakraton samen met het Kaapvaalkraton (Transvaal en Zimbabwe) rond ongeveer 3,3 miljard jaar geleden (3,3 Ga) het eerste supercontinent gevormd hebben, Vaalbara.
Heden is Pilbara een regio in West-Australië. In mei 2017 is mogelijk bewijs gevonden van het vroegst bekende leven op het land zowat 3,48 miljard jaar geleden. Geiseriet en andere gerelateerde minerale afzettingen (vaak gevonden rond warmwaterbronnen en geisers) zijn ontdekt in de Dresser Formation.